# Zawady
Zawady [pronunciación en polaco: /zaˈvadɨ/] Es un pueblo en el distrito administrativo de Gmina Widawa, dentro Distrito de Łask, Voivodato de Łódź, en Polonia central. Se encuentra aproximadamente 5 kilómetros al sur de Widawa, 24 kilómetros al suroeste de Łask, y 56 kilómetros al suroeste de la capital regional, Łódź.
El pueblo tiene una población aproximada de 200 habitantes.